# 岐阜県道419号坂下停車場線
岐阜県道419号坂下停車場線（ぎふけんどう419ごう さかしたていしゃじょうせん）とは、岐阜県中津川市内の一般県道である。

## 概要
260mほどの非常に短い県道であり、国道256号からJR中央本線坂下駅への連絡道路となっている。

### 路線データ
- 起点：岐阜県中津川市坂下停車場（JR中央本線坂下駅付近）
- 終点：岐阜県中津川市坂下（国道256号〔岐阜県道6号中津川田立線重複〕交点）
- 延長：264.3m

## 地理

### 通過する自治体
- 岐阜県
  - 中津川市

### 主な接続道路
- 国道256号〔岐阜県道6号中津川田立線重複〕（中津川市坂下）

### 周辺
- 坂下駅（JR中央本線）